# Luis de León
Fray Luis de León (1528-1591) est un poète et intellectuel du Siècle d'or espagnol.
Moine augustin, il a enseigné différentes disciplines théologiques à l'Université de Salamanque.
Son intérêt pour la Bible hébraïque lui a valu cinq ans d'emprisonnement dans les geôles de l'Inquisition.
Il a réalisé l'édition princeps des œuvres de Thérèse d'Avila, et contribué à la formation littéraire du castillan.
Ses recherches aboutissent à un réagencement de la scolastique à partir de l'exégèse et de l'humanisme de la Renaissance.

## Biographie

### Les années de formation

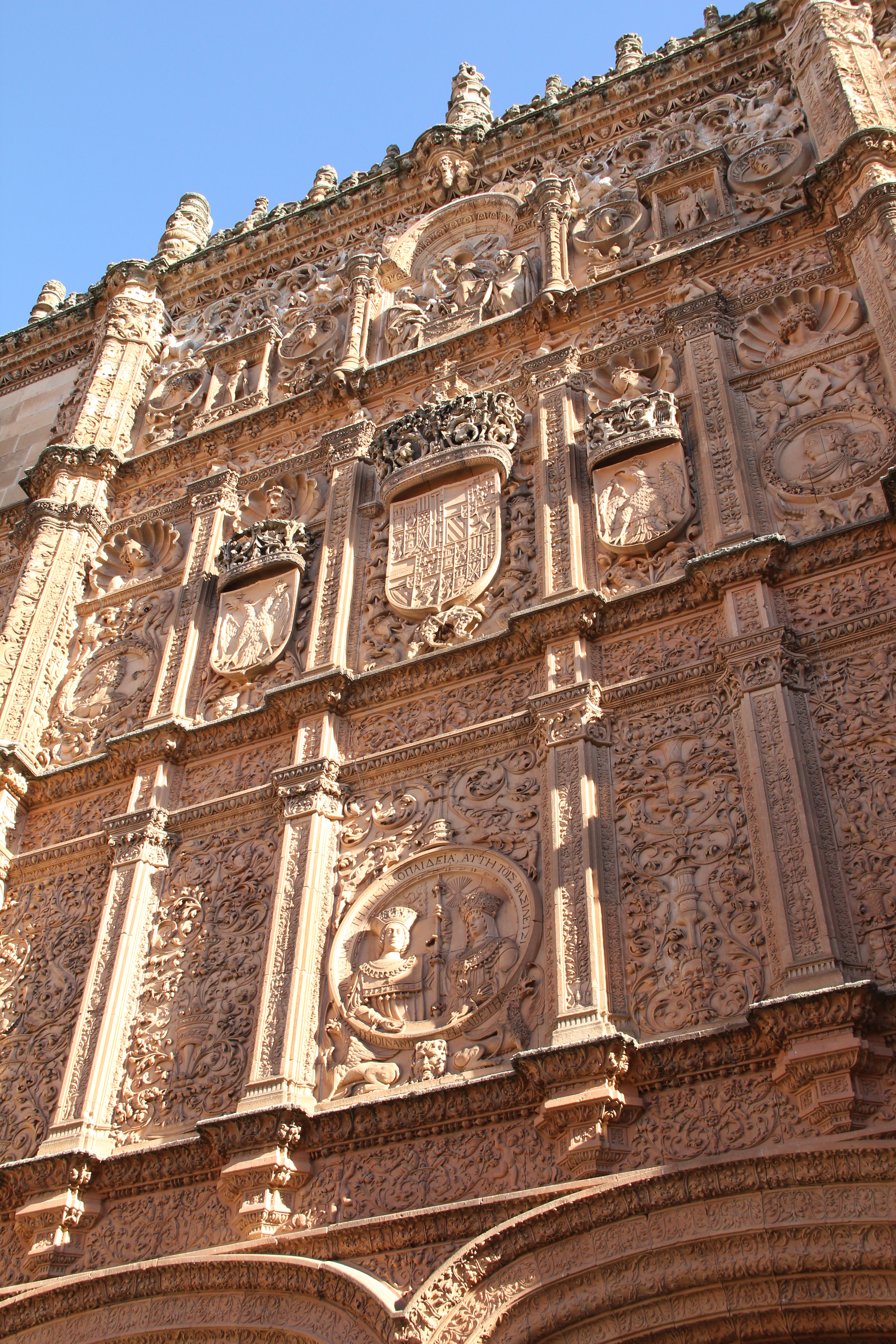
Façade de l'université de Salamanque

Représentation d'un professeur de l'université (début XVIIe siècle)

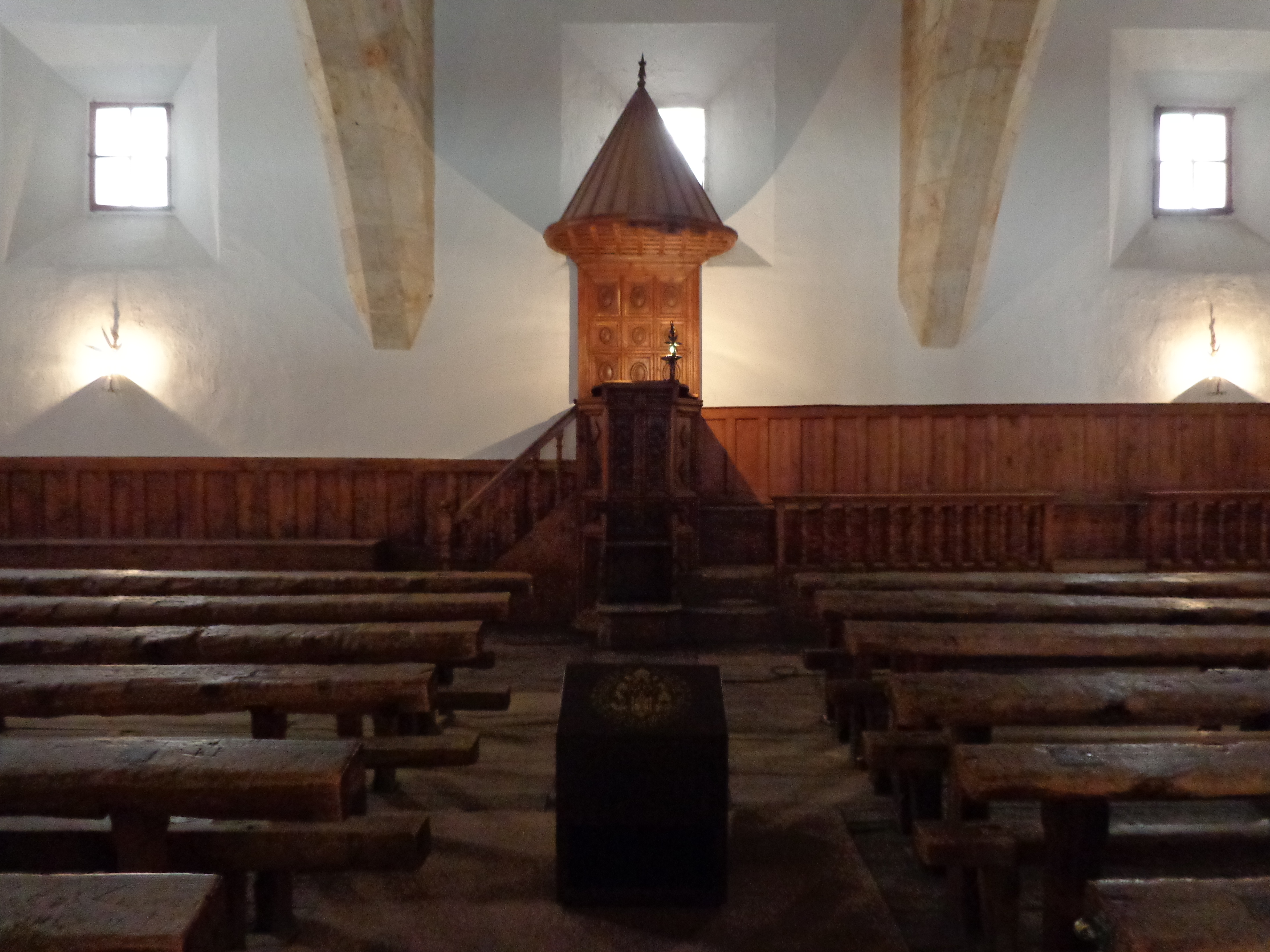
Chaire de Luis de León à l'université

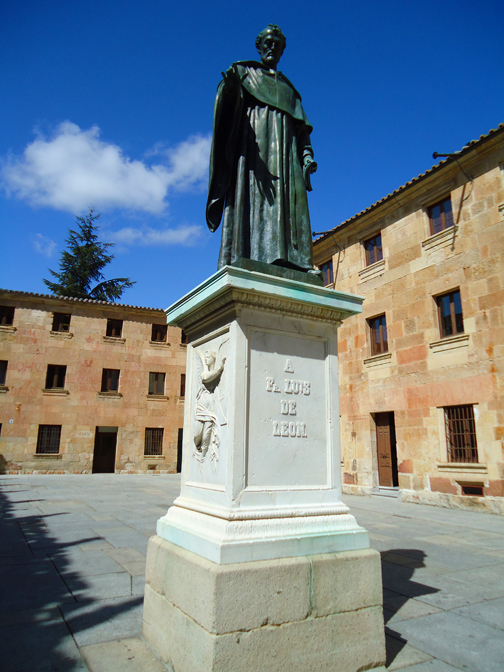
Statue de Luis de León dans la cour de l'université

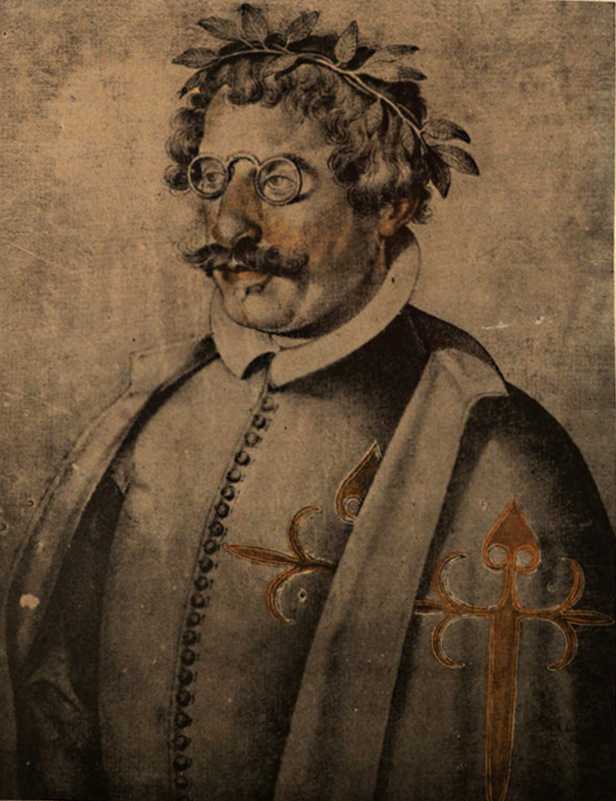
Francisco de Quevedo (par Pacheco)

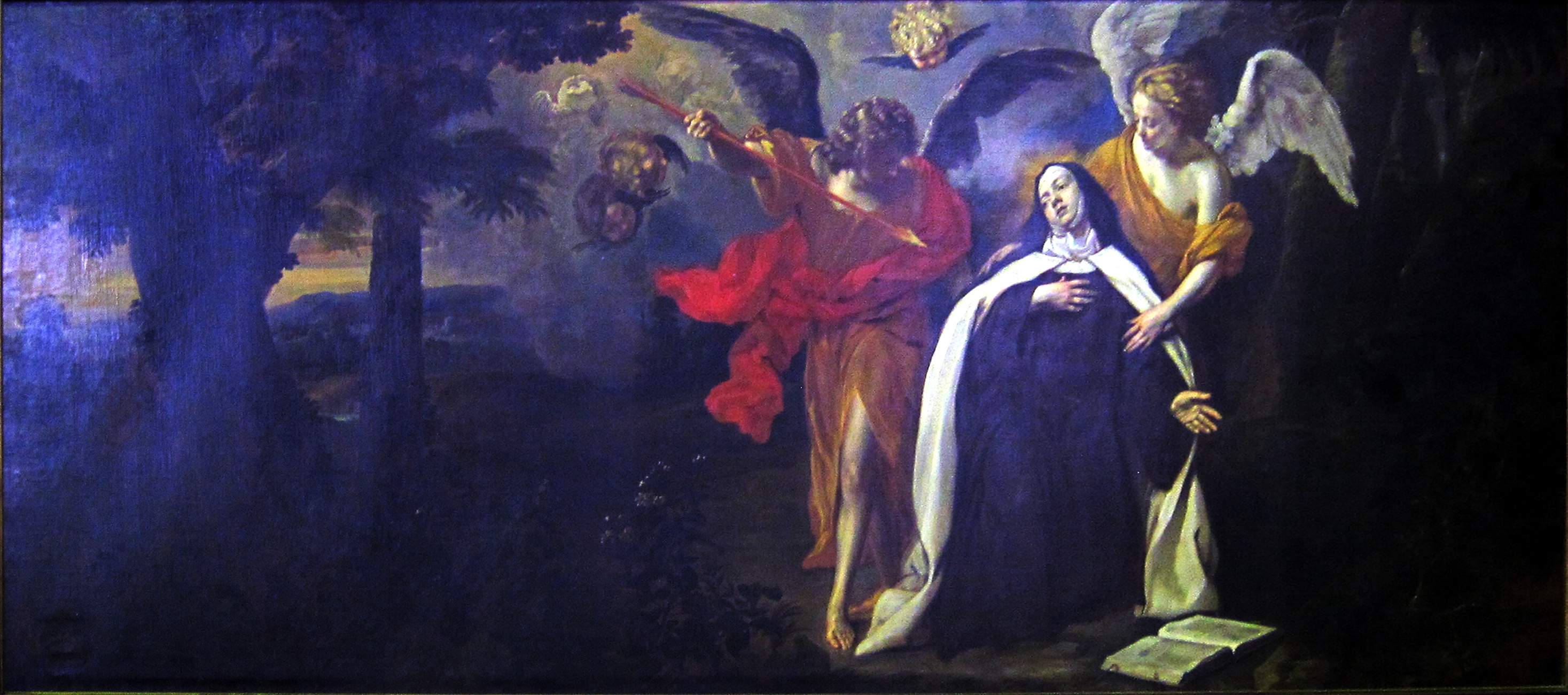
Thérèse d'Avila (par Van Oost)

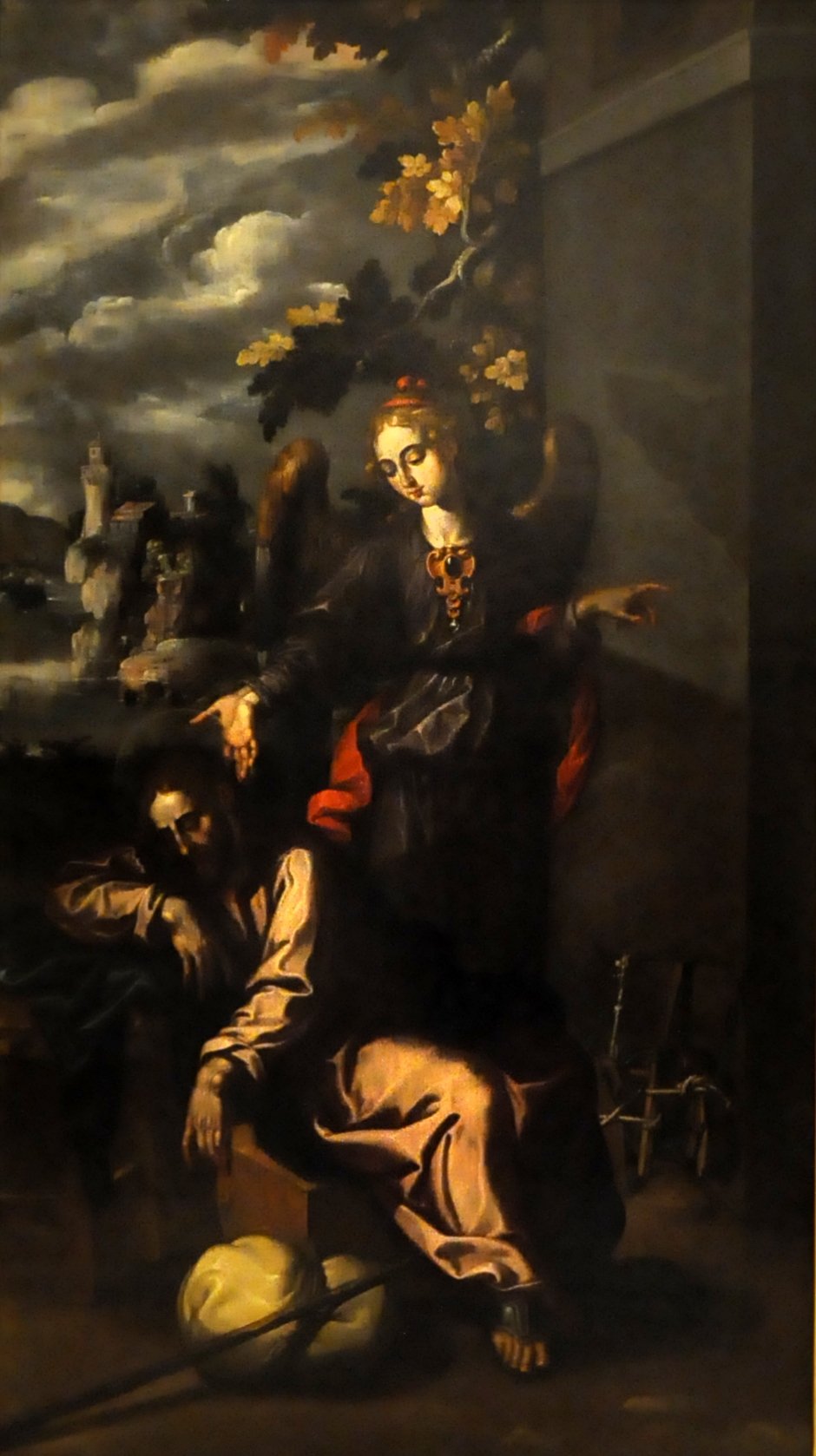
Un peintre ami de Luis : Francisco Pacheco (1564-1644)

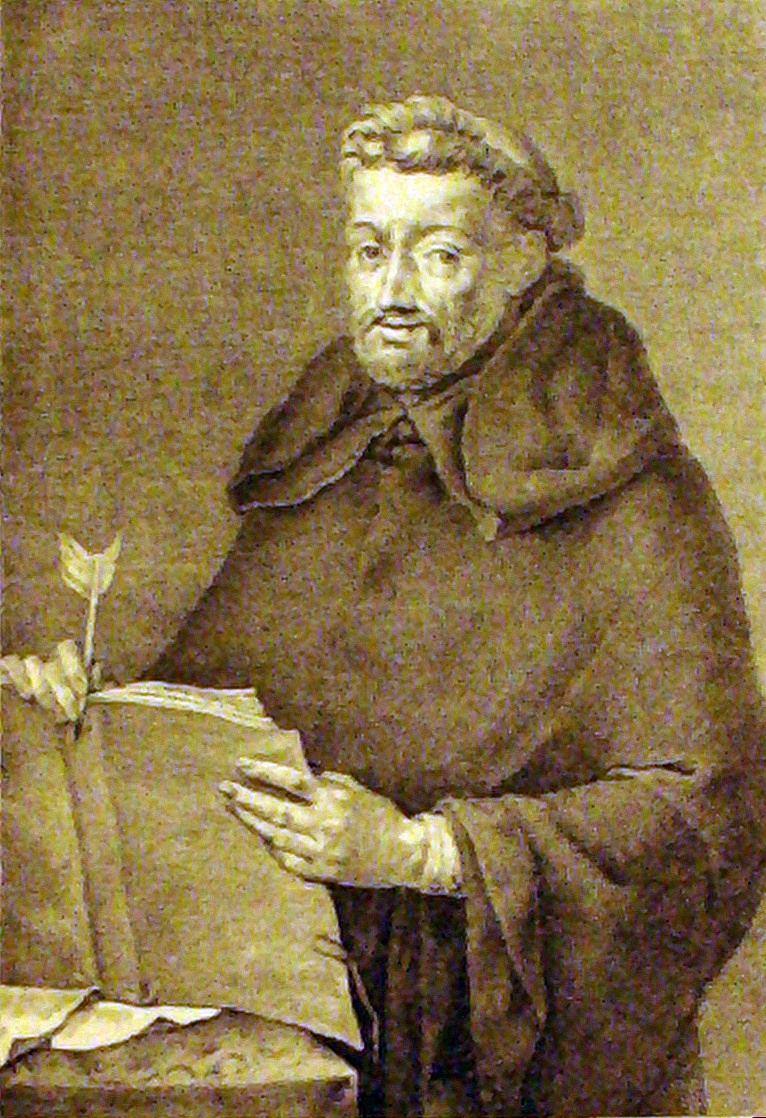
Portrait de Luis de León (par Josef Maea)

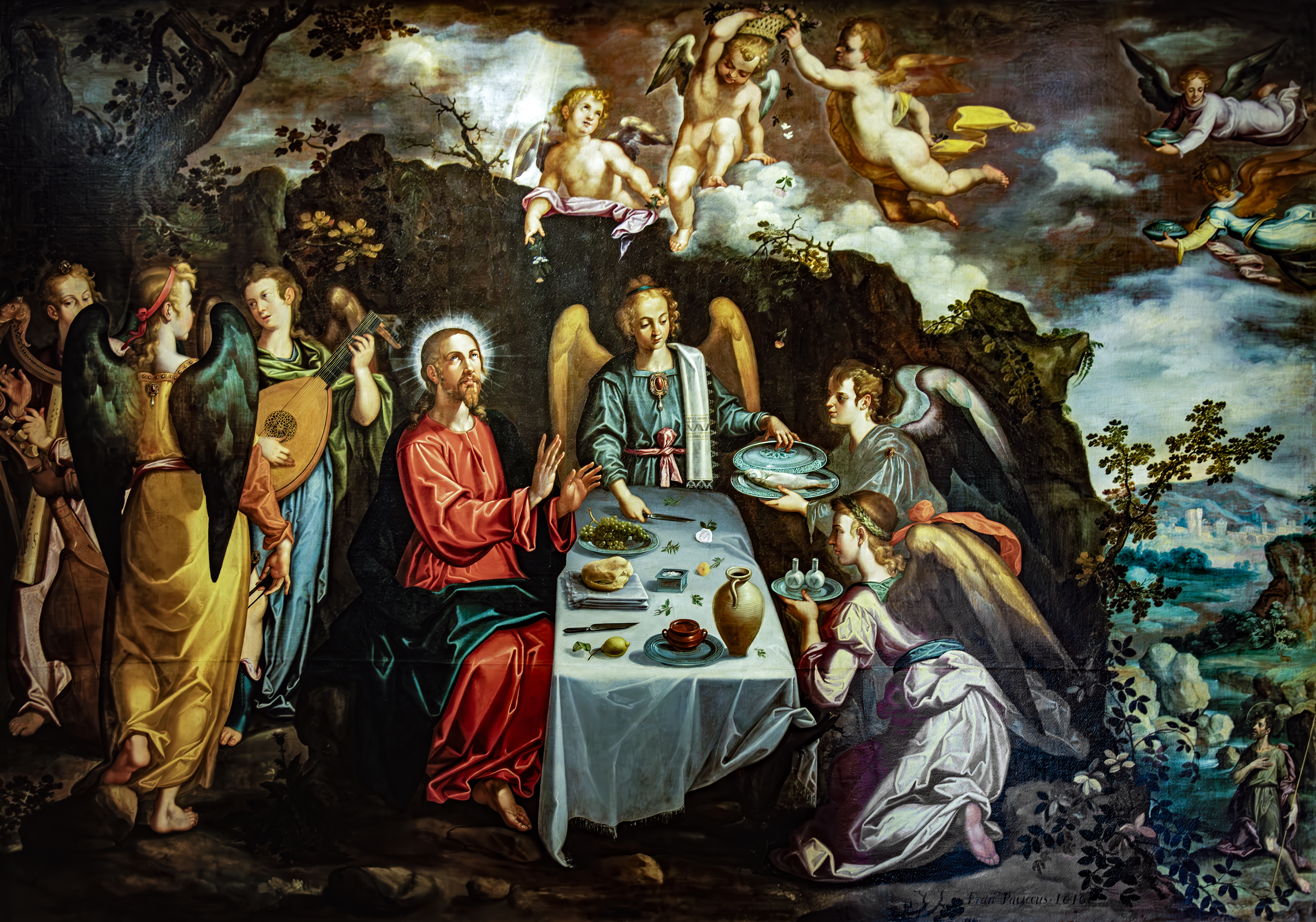
Centralité du Christ dans la vie spirituelle (par Francisco Pacheco)

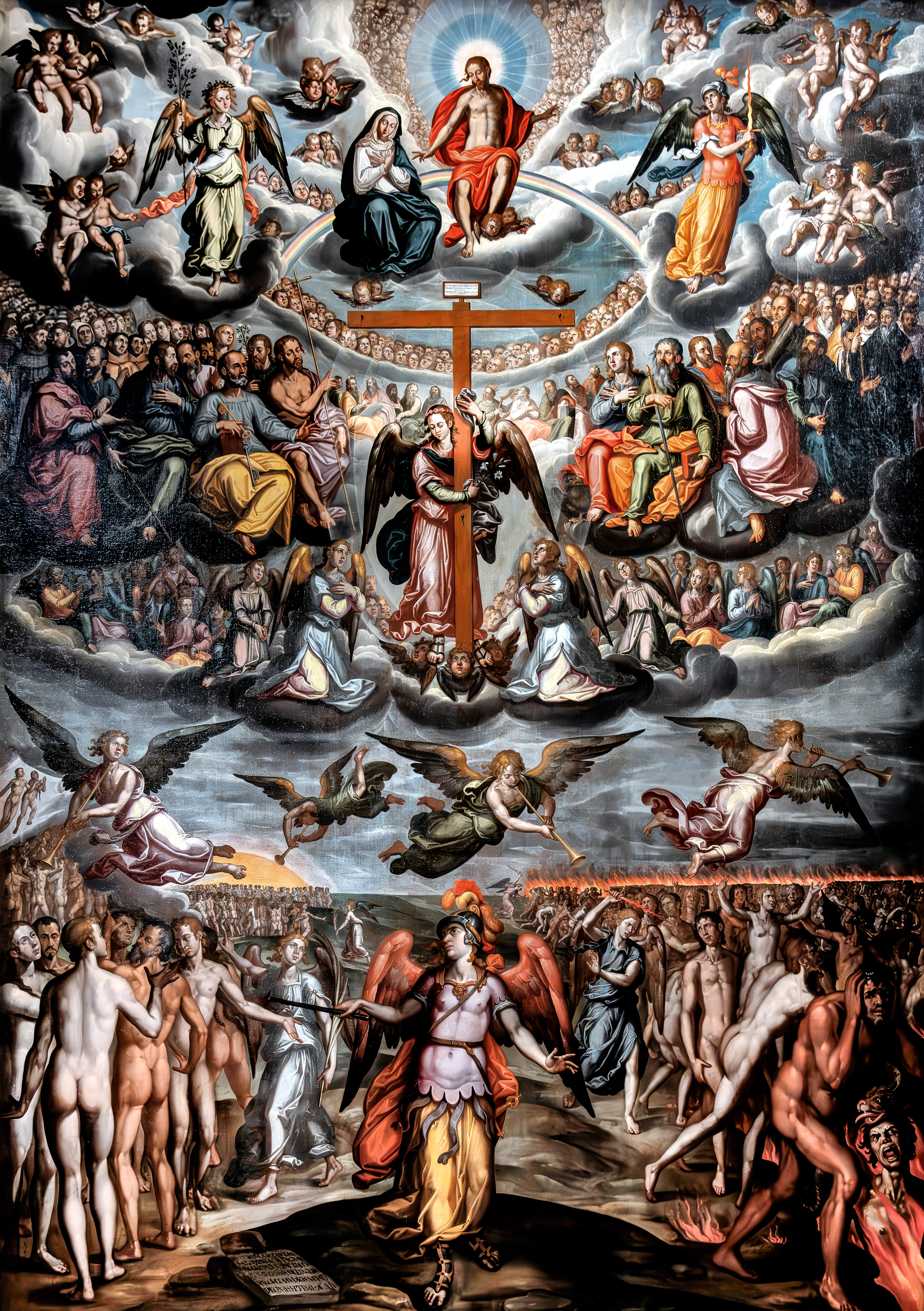
Récapitulation eschatologique de la création (par Francisco Pacheco)

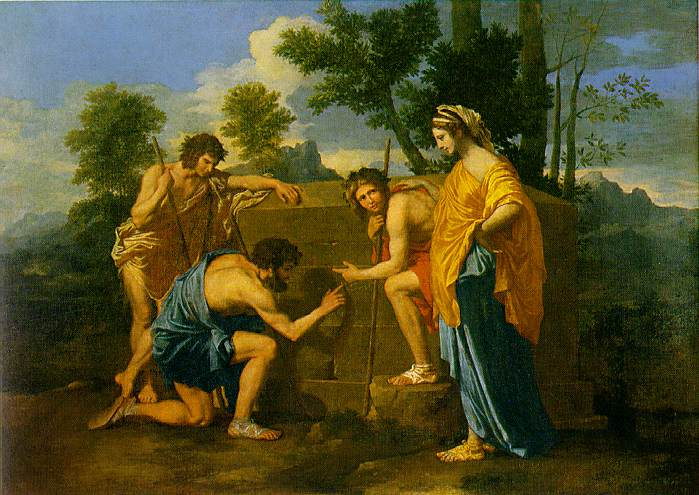
Bergers d'Arcadie (par Poussin)

Luis (qui a pour nom de famille de León) est né en 1527 ou, plus probablement, en 1528 à Belmonte de Cuenca, dans la province de la Mancha. Son père est juriste, et l'un de ses oncles est professeur de droit à Salamanque. Par eux, Luis appartient au milieu bourgeois des letrados, mais par sa mère, il descend de conversos, c'est-à-dire de juifs convertis au christianisme. En vue d'assurer la succession paternelle, il est envoyé, en 1541, à l'université de Salamanque, pour y étudier le droit canonique. Quatre ou cinq mois plus tard, cependant, il entre au couvent des augustins de la ville, où il fera profession le 29 janvier 1544, avant d'y étudier les arts libéraux et la philosophie sous la conduite de Juan de Guevara. Il retourne ensuite à l'université de Salamanque, et accomplit le cursus de théologie; parmi ses maîtres figureront Melchor Cano et Domingo de Soto. Ordonné prêtre vers 1551, il devient à son tour professeur de théologie à l'intérieur de l'Ordre, avec un tel succès qu'en 1554, le définitoire de la province, par définition hostile aux promotions académiques, demande au prieur général de lui conférer le grade de maître. Il enseigne ainsi au couvent de Soria durant les six premiers mois de 1556, avant d'intégrer l'université d'Alcala, pour s'y perfectionner en exégèse biblique auprès du cistercien Cyprien de la Huerga, au cours de l'année académique 1556-1557. Quelque temps plus tard, au terme d'un examen et d'une information de vita et moribus ac legitimitate, il obtient, le 7 mai 1560, la licentia docendi : promu au magistère le 30 juin, le voilà professeur à la prestigieuse université salamantine ! En décembre 1561, il accède, après concours, à la chaire de saint Thomas d'Aquin, et en 1565, toujours après concours, à celle de Durand de Saint-Pourçain. Cela signifie qu'il expliquera la théologie à travers les enseignements respectifs de ces deux maîtres dominicains, mais aussi que deux chaires "dominicaines" sont remportées par un augustin, en un temps où les deux ordres rivalisent pour le contrôle de l'Université.

### Les années d'incarcération
C'est sur dénonciation d'un dominicain, Bartolomeo de Medina et du professeur de Langues orientales à Salamanque Léon de Castro, que Luis est incarcéré, le 27 mars 1572, à la prison inquisitoriale de Valladolid, où il restera jusqu'au terme de son procès, le 11 décembre 1576. Il s'y retrouve en compagnie de deux hébraïsants : Gaspar de Grajal et Martin Martinez de Cantalpiedra; mais que lui reproche-t-on ? L'accusation porte sur sa vie religieuse et sur sa traduction en castillan du texte hébraïque du Cantique des cantiques, réalisée en 1561-1562 à la demande d'une religieuse de sa famille, Isabel Osorio. Plus profondément, on le soupçonne de remettre en question la valeur de la Vulgate, version officielle de la Bible imposée par le concile de Trente. Durant le procès, Luis fera valoir que le concile a promu la Vulgate comme texte de référence pour les enseignants et les prédicateurs parce que celle-ci ne contient aucune erreur en matière de foi et de mœurs, mais cela ne veut pas dire qu'il est désormais interdit de traduire la parole de Dieu à partir des originaux grecs ou hébreux, et ce, elegantius, proprius, apertius et significantius, ainsi qu'en témoignent les pères de l'Eglise et certains théologiens contemporains. Cette argumentation semble avoir convaincu l'Inquisiteur général Gaspar de Quiroga, puisque Luis ressort blanchi du procès. Malgré cette absolution en règle, l'expérience carcérale aura marqué le brillant augustin à plusieurs niveaux. Au point de vue physique, cet homme délicat sera tiré malade de son cachot. Au point de vue spirituel, ce dévot de la Vierge aura approfondi, avec sa foi, son amour de la vie, considérant cette dure expérience comme une grâce divine et une expiation pour ses péchés, regrettant seulement que l'accès aux sacrements lui soit refusé. Au point de vue intellectuel, ce théologien-poète aura intensifié son dynamisme créateur, comme en témoignent ces vers écrits en prison et devenus célèbres :
| Aquí la envidia y mentira me tuvieron encerrado. ¡Dichoso el humilde estado del sabio que se retira de aqueste mundo malvado, y, con pobre mesa y casa, en el campo deleitoso, con sólo Dios se compasa y a solas su vida pasa, ni envidiado, ni envidioso! | Ici l'envie et le mensonge m'ont retenu enfermé. Heureux l'humble état du sage qui se retire de ce monde mauvais, et avec table et maison pauvres, dans la campagne délicieuse, avec Dieu seul, il se tient et dans la solitude, sa vie se passe, ni envié ni envieux! |

### Les années de publication
Le 30 décembre 1576, Fray Luis rentre en triomphateur à Salamanque, il est reçu par les autorités, les nobles, les professeurs et les étudiants de l'université, au son des trompettes et des chants. Magnanime, il renonce à sa chaire au bénéfice de celui qui l'a remplacé, mais dès le 2 janvier, l'Université lui en offre une autre, et à partir de 1578, il enseigne la philosophie morale, tout en prenant part aux discussions relatives à la réforme grégorienne du calendrier. C'est toutefois la chaire d'exégèse biblique, acquise par concours le 6 décembre 1579, qu'il occupera jusqu'à sa mort. En 1580, il publie un nouveau commentaire du Cantique des cantiques, et en 1583, son chef-d'œuvre en prose, De los nombres de Cristo, accompagné, en un volume, de La perfecta casada, petit traité matrimonial adressé à sa nièce, Maria Valera Osorio. En 1588, il fait paraître la première édition des œuvres de Thérèse d'Avila. Ardent défenseur de la sainte, il compose une Apologia de los libros de la Madre Teresa en 1589, avant de se voir nommé par Sixte Quint exécuteur d'un bref pontifical favorable aux carmélites déchaussées, en 1590. La spiritualité de la réformatrice du Carmel inspirera également la révision des constitutions religieuses, réclamée par les augustins de Castille lors du chapitre provincial tenu à Tolède en décembre 1588. La "forme de vie" que Luis rédige à ce propos un an plus tard, met en effet l'accent sur la pénitence, la pauvreté et la contemplation, dans un esprit typiquement "déchaussé". C'est ce texte qui servira de base à la réforme des augustins récollets, approuvée par Rome en 1597. Entre-temps, Luis aura été élu provincial, le 14 août 1591 : une charge bien éphémère, car il décède, le 23 août, au couvent de Madrigal de las Altas Torres (Avila), peu après avoir achevé un commentaire sur le Livre de Job, auquel il travaillait depuis 1571. Transférée à Salamanque, sa dépouille est ensevelie au couvent des augustins, avant d'être déposée dans la chapelle de l'université, où elle demeure à présent.

## Postérité
Outre les livres cités et d'autres commentaires exégétiques, Fray Luis a laissé un grand nombre de compositions poétiques qui seront éditées par le poète Quevedo en 1631 : il s'agit de traductions en vers d'auteurs profanes (principalement Horace et Virgile) et de livres bibliques, mais aussi - et surtout - de vingt-trois poésies originales (sans compter celles qui paraissent faussement attribuées), essentiellement basées sur le contraste entre les affres de la prison et la sérénité de la nature ou la joie de l'innocence réhabilitée. En faisant passer des chefs-d'œuvre de l'Antiquité orientale et latine dans la langue castillane, l'auteur a contribué à la formation littéraire de celle-ci, et sa poésie a d'ailleurs été longtemps érigée en modèle du classicisme. Ainsi, les vers suivants chantent aujourd'hui encore dans la mémoire collective espagnole :
| Vivir quiero conmigo; gozar quiero del bien que debo al cielo, a solas, sin testigo, libre de amor, de celo, de odio, de esperanza, de recelo. | Je veux vivre avec moi, je veux jouir du bonheur que m'a donné le ciel, en solitude, sans témoin, libre d'amour, de jalousie, de haine et d'espérance et d'inquiétude. |

La vida retirada qui donne son titre au poème dont ces liras sont extraites, les commentateurs s'accordent à dire que Fray Luis n'eut guère l'occasion de la mener. Elle demeure cependant l'idéal du poète, tout à la fois évocation sapientielle de la lyrique latine, mise à distance d'une société ressentie comme bête et méchante, et communion extatique avec la nature, contemplée au titre de création et d'image du Verbe divin. Les références sont ici Virgile et Horace, mais aussi Platon, car l'humanisme raffiné de Fray Luis s'inspire d'Augustin d'Hippone, dont l'Ordre qui porte son nom a recueilli l'héritage platonicien, sous la forme d'une spiritualité dans laquelle le désir ontologique du Créateur suscité la recherche de la vérité à travers la beauté des choses et l'intériorité de l'âme. D'un point de vue littéraire, cette démarche distingue Fray Luis de Thérèse d'Avila et Jean de la Croix : chez ceux-ci, l'écriture sert de transcription à l'expérience personnelle antérieure, tandis que, pour le premier, la poésie est participation à la spiritualisation eschatologique de l'univers. Bien qu'il ne soit pas un mystique au sens strict, Luis de León domine, avec Louis de Grenade et les deux réformateurs du Carmel, la littérature religieuse de l'Espagne du XVIe siècle. En effet, comme l'écrit son spécialiste, Alain Guy, Fray Luis a repensé la scolastique à la lumière de l'humanisme et de l'exégèse, de manière à résoudre la tension, caractéristique de la Renaissance, entre naturalisme anthropocentrique et fidéisme protestant.

## Spiritualité
Fray Luis ne tire pas son inspiration d'une tradition spirituelle comme la Mystique rhénane ou la Devotio moderna, mais bien des Pères de l'Eglise (jusqu'à saint Bernard) ou des maîtres de la scolastique, et par-dessus tout, de la Bible. Conformément à l'enseignement classique, il fait tenir la perfection chrétienne dans l'amour de Dieu et du prochain, ainsi que dans le développement des vertus. Comme pour ses confrères Thomas de Villeneuve et Alonso de Orozco, le critère moral majeur réside, à ses yeux, dans l'authenticité de la charité et l'amour des ennemis. Quant au perfectionnement personnel, il a pour base une humble connaissance de soi, qui, au sein de la lutte contre la triple concupiscence, ne trouve sa confiance qu'en Dieu seul, à travers la prière et l'abnégation intérieure, car même les plus avancés sur la voie de la contemplation doivent encore faire des efforts pour résister aux séductions de la chair et du monde. C'est donc par sa docilité à l'action divine et son obéissance à la loi évangélique, que l'homme coopère à l'œuvre de la grâce; et l'auteur distingue ici trois degrés (commençants, progressants et parfaits) et pour chacun des trois, cinq éléments : la vocation, le désir de perfection, les épreuves et désolations, le ravissement intérieur et l'extase. À ce propos, sans avoir connu lui-même d'expérience mystique au sens propre du terme, il s'intéresse à certains phénomènes surnaturels comme les paroles intérieures et le processus à l'œuvre dans l'oraison d'union. Il ne fournit toutefois aucune doctrine précise concernant la contemplation, même après avoir abordé la question de la Mystique à plusieurs reprises : non seulement en éditant et analysant les œuvres de sainte Thérèse, mais aussi en commentant le Cantique (texte classique de la Mystique sponsale) et les titres bibliques Epoux et Prince de la Paix, décernés au Christ.

## Exégèse
Luis de León a consacré sa vie à l'étude des saintes Écritures. Dès 1567-1568, dans son cours De fide, il donne son point de vue au sujet de la Vulgate et commente la décision conciliaire promulguant la suprématie de celle-ci; quant à lui, il entend maintenir la priorité des originaux hébreu et grec, non sans relever des défauts dans les différentes versions. Face à l'Inquisition, il défend sa position sans dévier, soulignant par ailleurs que la compréhension du texte sacré exige de connaître à la fois la théologie scolastique, les écrits des saints et les langues grecque et hébraïque. Rétabli dans sa chaire universitaire, il commente des livres entiers de la Bible, leur appliquant une méthode rigoureuse, qui commence par la traduction exacte, se poursuit par le commentaire littéral et s'accomplit dans l'interprétation spirituelle, de manière à développer les trois sens qu'il repère dans l'Écriture : historique, doctrinal et prophétique. De plus, étant donné que la traduction en langue vulgaire n'est pas autorisée, il cherche, de son propre aveu, à composer des œuvres qui se rapprochent le plus intimement possible du Livre saint. Il considère en effet que celui-ci est le plus habilité à réveiller les âmes pour les acheminer vers la vertu. C'est pourquoi il dédie à une religieuse contemplative son commentaire du Cantique, à une jeune mariée sa paraphrase du chapitre 31 du Livre des Proverbes, et à la carmélite Anne de Jésus son exposition sur le Livre de Job. Afin de toucher un public à la fois plus large et plus exigeant, il compose, pour les doctes, dans un style raffiné, son chef-d'œuvre : De los nombres de Cristo, somme exégétique et christologique, dans laquelle il présente, avec la doctrine paulinienne du Corps mystique, les exigences attachées à la profession de foi chrétienne.

## Christologie
Œuvre majeure, De los nombres de Cristo peut être lue à plusieurs niveaux. Il s'agit d'abord d'un dialogue, à la manière de Platon, entre trois amis qui se retrouvent à la fin du mois de juin, une fois close l'année universitaire, dans une campagne virgilienne des environs de Salamanque (probablement La Flecha, propriété des augustins). Sur un ton de bonne compagnie, ils se livrent à des échanges exégétiques, à partir de termes bibliques que l'un d'eux (qui paraît être en quelque sorte le maître du jeu) a inscrits sur un bout de papier. Dès lors, il s'agit aussi d'un cours informel d'exégèse spirituelle, où se trouve démontré comment certaines expressions ou images de l'Ancien Testament s'appliquent par excellence au Christ. La matière est ainsi divisée en trois parties, elles-mêmes subdivisées de manière à traiter quatorze vocables : six dans la première partie, à savoir Rejeton, Face de Dieu, Chemin, Pasteur, Montagne et Père du siècle futur; quatre dans la deuxième, à savoir Bras de Dieu, Roi, Prince de la paix et Epoux; quatre encore dans la troisième, à savoir Fils de Dieu, Aimé, Jésus et Agneau. Enfin, comme le souligne la date de la dernière partie (27 juin, fête de saint Paul Apôtre), il s'agit fondamentalement, par la référence récurrente à l'Épître aux Colossiens, d'un vaste exposé dogmatique sur la seigneurie du Christ et le devenir de l'univers, ce que la réflexion chrétienne désigne par les concepts pauliniens de récapitulation (Col 1,15-20) ou de justification (Rm 8,18-23). L'ouvrage obéit  donc, in fine, à un objectif théologique : montrer comment le Salut réalisé en Jésus-Christ enveloppe tout le cosmos en passant par le point focal de l'humain, microcosme et être de langage. Pour établir cet accomplissement christique de la création (à travers une solidarité eschatologique où les différences sont assumées dans l'unité), Fray Luis renoue avec la thèse de Duns Scot (mais aussi Alexandre de Halès et Denys le Chartreux), selon laquelle le motif de la création est l'Incarnation, et non le péché originel, comme l'ont affirmé Thomas d'Aquin et Bonaventure; à cet effet, l'augustin argumente contre les thomistes, particulièrement contre son contemporain, Cajetan. En filigrane de la dispute scolastique s'esquisse ainsi une christodicée de l'histoire, et se dessine une métaphysique attentive aux aspirations de la Renaissance, puisqu'elle pose une connexion ontologique entre celui qui est la Parole de Dieu (Verbe et Dabar) et la fonction poétique du langage.

## Poétique
En contraste avec les ténèbres de l'emprisonnement, la poésie semble transporter Luis de León dans une Arcadie lumineuse, où passent les silhouettes d'Épicure et de Platon. Simple divertissement d'humaniste ? Pas seulement, puisqu'au-delà des réalisations concrètes, le poète affirme que le seul sujet de la poésie, c'est le Christ, même quand ce dernier n'est pas nommé. Pour Fray Luis, en effet, le fonctionnement du langage reflète le statut ontologique du Verbe fait chair, en ce que l'un et l'autre réconcilient l'individuel avec l'universel. Comme l'auteur l'explique dans Les noms du Christ, une fois désignée par un terme, toute réalité matérielle reçoit un nouvel être, plus subtil, et grâce à cette spiritualisation, elle devient capable de sortir d'elle-même et de se rapprocher ainsi du Dieu un et trine. Le perfectionnement du créé passe donc par la médiation langagière de l'humain, laquelle reproduit, à son échelle microcosmique, l'action poïétique du Verbe créateur, qui contient en lui, de manière archétypale, l'être réel de toutes les créatures. De fait, si l'isolement de la chose en sa matérialité, marque bien la déficience ontologique de celle-ci, la spiritualisation, en brisant cet isolement, permet le retour à l'unité primordiale en Dieu. Aussi reviendra-t-il à l'homme, porteur du verbe et de l'image divine, d'assurer cette transmutation spirituelle, par son incorporation au Christ, en qui se réalise déjà l'union (sans confusion ni séparation) de l'humanité avec la divinité. Autrement dit, si Fray Luis tient tant à affirmer que l'Incarnation constitue le motif de la création, c'est qu'à ses yeux, la destination de l'ensemble du créé est une déification, par la grâce de l'Esprit, à l'image (à la fois singulière et plurielle) du Fils, lui-même image parfaite et inséparable du Père. Dès lors, la démarche lyrique qui consiste à nommer le cosmos, peut se livrer à faire revivre l'utopie antique d'un Age d'or dans une nature préservée et réconciliée, parce que l'énonciation poétique est devenue, dans la perspective œcuménique du Salut comme récapitulation, ouverture sur un horizon eschatologique, et invitation à un humanisme responsable du sort de l'univers.

## Œuvres de Luis de León

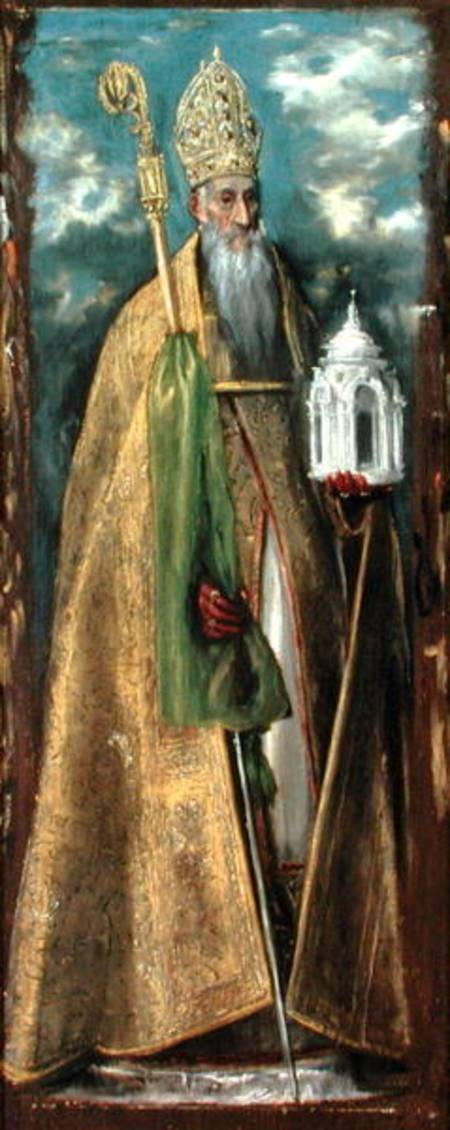
Saint Augustin, patron de l'ordre de Fray Luis (par El Greco)

### en latin
- Magistri Luysii Legionensis opera, édition de M. Gutierrez et T. Lopez, 7 volumes, Salamanque, 1891-1895 :

1. Tome 1 : In Canticum Moysis; In Psalmas 26 (Salamanque 1580); In Ecclesiasten
2. Tome 2 : In Canticum canticorum triplex explanatio (Salamanque 1580, 1582, 1589)
3. Tome 3 : In Abdiam prophetam (Salamanque 1589); In Epistolam ad Galatas (Salamanque 1589); In Epistolam II ad Thessalonicenses
4. Tome 4 : De incarnatione tractatus
5. Tome 5 : Tractatus de fide; Tractatus de spe (douteux)
6. Tome 6 : Tractatus de caritate (douteux)
7. Tome 7 : In quaestionem 23 Sancti Thomae de praedestinatione; De creatione rerum; Commentaria in Tertiam partem divi Thomae; De utriusque Agni, typici atque veri, immolationis legitimo tempore; Panégyrique de saint Augustin; Oraison funèbre de Domingo de Soto; Commentaire du Psaume 36

- Quodlibet sur le Christ, cause de toute grâce
- De sensibus sacrae scripturae
- Commentaire de l' Épître aux Romains
- De legibus o tratado de los leyes, édition critique bilingue de L. Pereña, Madrid, 1963.
- Quaestiones variae, édition de J. Rodriguez, El Escorial, 1992.
- Dios y su imagen en el hombre. Lecciones inédites sobre el libro i de las Sentencias (1570), introduction, transcription, traduction, vérification des sources et notes de S. Orrego Sanchez, Pampelune, EUNSA, 2008.

### en castillan
- Obras en castellano, édition de F. Garcia, coll. BAC, Madrid, 1951 et 1959 (4e édition en 2 volumes, 1967) :

1. Exposición del Cantar de los cantares (Salamanque 1798)
2. Perfecta casada (Salamanque 1583)
3. De los nombres de Cristo  (Salamanque, 1583-1585)
4. Exposición del libro de Job (Madrid 1779)
5. Œuvres poétiques (Madrid 1631)
6. Explanación del Salmo 26; Traduccion y exposición del Salmo 41.
7. 3 textes à propos de Thérèse d'Avila : Lettre-préface à Anne de Jésus (en tête de l'édition des œuvres de la sainte); Apologia de los libros de la madre Teresa... y de su impression en lengua vulgar (Salamanque 1589, Rome 1610); De la vida, muerte, virtudes y milagros de la Santa Madre Teresa (Revista agustiniana 1803).

- Escritos desde la carcel. Atografos del primer proceso inquisitorial, édition et étude de B. Garcia, Madrid, 1990.
- Proceso inquisitorial de Fray Luis de León, édition paléographique, annotée et critiquée par A. Alcala, Salamanque, 1991.

## Voir aussi

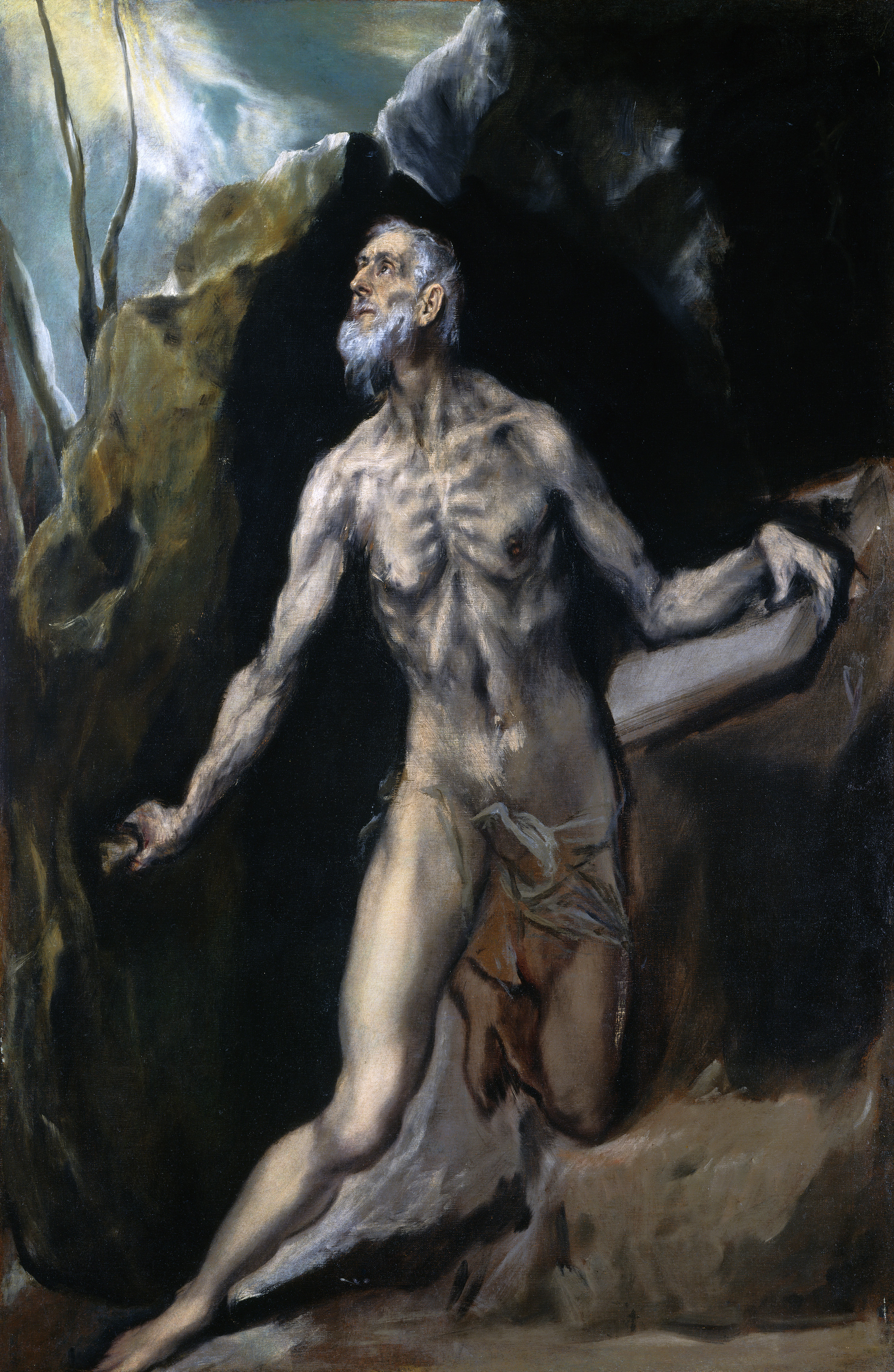
Saint Jérôme, patron des exégètes (par El Greco)

#### Traductions en français
- Fray Luis de León, Poésies complètes, édition bilingue, traduction et avant-propos de B. Sesé, préface d'A. Guy, postface de D. Alonso, coll. Ibériques, Paris, Corti, 1993.
- Louis de Léon, Les noms du Christ, traduction de R. Ricard, Paris, Études Augustiniennes, 1978.
- L'Épouse parfaite, traduction de Jane Dieulafoy, Paris, Bloud, 1906

#### Études en français
- F. Allard, Fray Luis de León à la lumière de l'outil psychanalytique, in Les Langues Néo-Latines, no 337, Paris, juin 2006.
- J. Beyrie, R. Jammes, Histoire de la littérature espagnole, coll. Premier Cycle, Paris, Presses Universitaires de France, 1994, p. 122-126.
- D. Gutierrez, Léon Louis de, in Dictionnaire de spiritualité ascétique et mystique, tome IX, Paris, Beauchesne, 1976, p. 634-643.
- A. Guy, Luis de León, in Encyclopaedia universalis, 1984.
- La pensée de Fray Luis de León, Paris, Vrin, 1943.
- La pensée philosophique de Fray Luis de León, Madrid, Rialp, 1960.
- Fray Luis de León, 1528-1591, traduit par Cl. Cayron, coll. Ibériques, Paris, Corti, 1997.